# بیستریتسا (پتروواتس)
بیستریتسا (به صربی: Bistrica) یک منطقهٔ مسکونی در صربستان است که در پتروواتس نا ملاوی واقع شده‌است.